# Microplexia muscosa
Microplexia muscosa är en fjärilsart som beskrevs av Saalmüller 1891. Microplexia muscosa ingår i släktet Microplexia och familjen nattflyn. Inga underarter finns listade i Catalogue of Life.